# Rallye Zypern

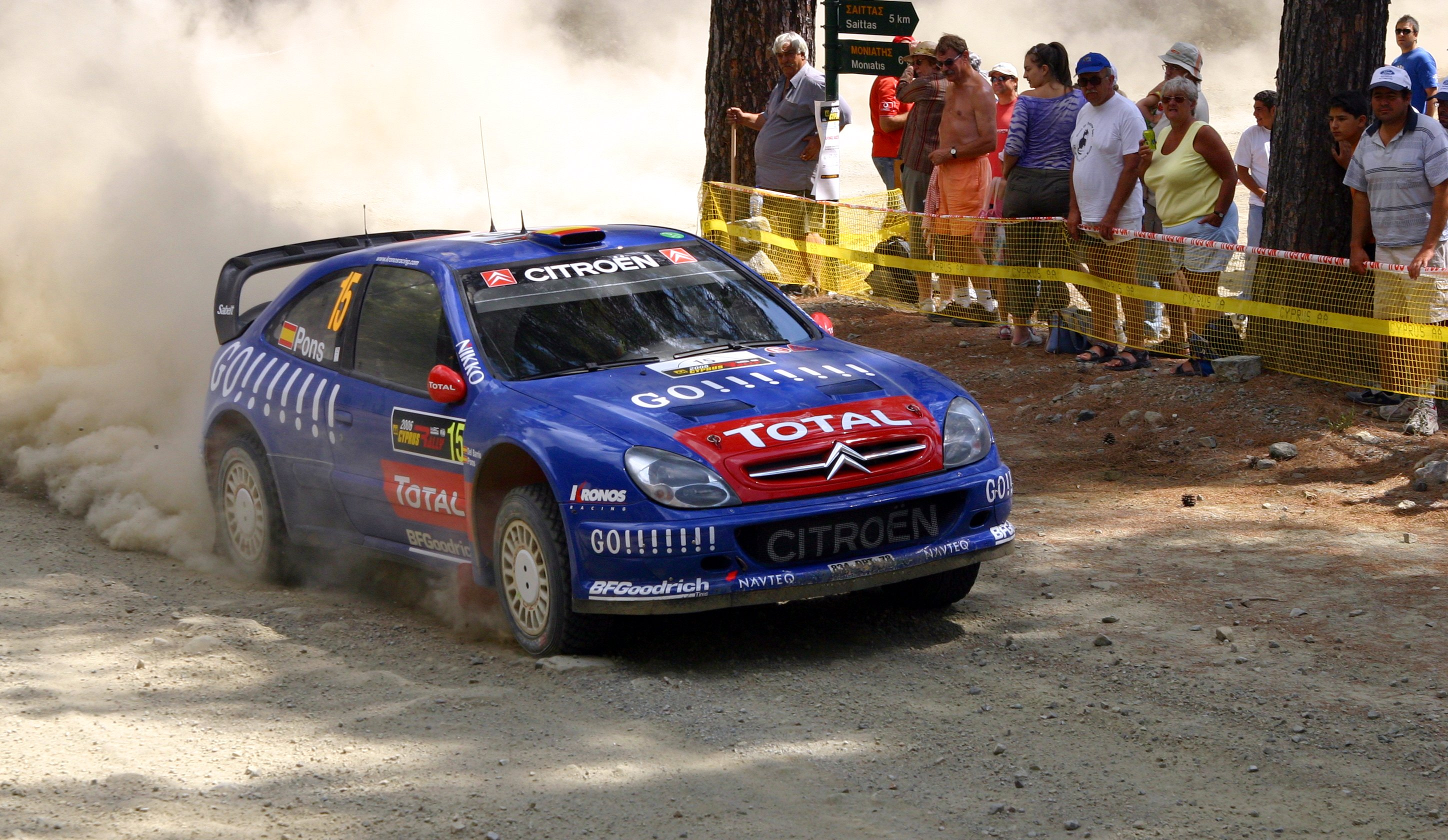
Xavier Pons bei der Rallye Zypern 2006

Die Rallye Zypern ist eine Rallye-Veranstaltung auf Zypern. Sie war von 2000 bis 2006 sowie 2009 ein Lauf zur Rallye-Weltmeisterschaft.

## Geschichte
Die Rallye Zypern wird seit 1970 von der Cyprus Automobile Association organisiert. Wegen der Türkischen Invasion und Besetzung konnte die Rallye 1974 und 1975 nicht ausgetragen werden. Seit 1976 wird sie aber wieder jährlich veranstaltet. Ab 1978 gehörte sie zur Rallye-Europameisterschaft und hatte den Koeffizienten 3. 1983 wurde die Rallye mit dem Koeffizienten 4 aufgewertet und erhielt 1988 schließlich den höchsten Koeffizienten 20. 2000 wurde die Rallye Zypern als Ersatz für die Rallye China kurzerhand in den Kalender der Rallye-Weltmeisterschaft aufgenommen. Anschließend war sie bis 2006 jährlich ein offizieller Wertungslauf der Rallye-WM. Nach zwei Jahren als Teil der Middle East Rally Championship kehrte die Rallye 2009 für ein Jahr in den Kalender der Rallye-WM zurück. Hier stellte sie als einziger Lauf, der auf gemischtem Fahrbahnbelag ausgetragen wurde, eine Besonderheit dar. Seit 2010 gehört die Rallye Zypern zur Intercontinental Rally Challenge. Das Fahrerlager und der Service-Park, die sich zuvor in Limassol befanden, zogen 2011 nach Paphos in den Südwesten der Insel um.

## Streckenführung und Charakteristik
Die Rallye wird im Troodos-Gebirge im Landesinneren ausgetragen. Wegen den teils rauen, steinigen Straßen auf den Wertungsprüfungen sind besonders die Reifen und die Radaufhängungen der Fahrzeuge gefordert. Die Eingliederung von Asphalt-Abschnitten im Jahr 2009 erfordert zudem Kompromisse bei der Fahrwerksabstimmung und Reifenwahl. Der Anteil von Schotterstraßen und asphaltierten Straßen ist ausgeglichen. Eine zusätzliche Schwierigkeit bereitet die in der Regel große Hitze dar. Die Geschwindigkeiten bei der Rallye Zypern sind relativ niedrig. Sie bewegen sich auf dem Level wie bei anderen im Mittelmeerraum ausgetragenen Rallyes, beispielsweise der Rallye Griechenland oder der Rallye Türkei.

## Gesamtsieger
| Jahr  | Rallye             | Fahrer                      | Beifahrer                     | Auto                      |
| ----- | ------------------ | --------------------------- | ----------------------------- | ------------------------- |
| 19701 | Rallye Zypern 1970 | Victor Zachariades          | L. Ellinas                    | Fiat 125                  |
| 19711 | 01. Rallye Zypern  | Christos Kirmitsis          | Peter Lawrence                | Ford Escort TwinCam       |
| 19721 | 02. Rallye Zypern  | Lefteris Makrides           | Phivos Erotokritou            | Mercedes-Benz 250 CE      |
| 19731 | 03. Rallye Zypern  | Stig Blomqvist              | Arne Hertz                    | Saab 96 V4                |
| 19761 | 04. Rallye Zypern  | Shekhar Mehta               | Yvonne Mehta                  | Datsun 160J               |
| 19771 | 05. Rallye Zypern  | Kýpros Kyprianou            | Alkis Longinos                | Hillman Avenger           |
| 19781 | 06. Rallye Zypern  | Roger Clark                 | Jim Porter                    | Ford Escort RS1800        |
| 19791 | 07. Rallye Zypern  | Ari Vatanen                 | David Richards                | Ford Escort RS1800        |
| 19801 | 08. Rallye Zypern  | Roger Clark                 | Neil Wilson                   | Ford Escort RS1800        |
| 19811 | 09. Rallye Zypern  | Vahan Terzian               | Yiannakis Theofanous          | Mitsubishi Colt Lancer    |
| 19821 | 10. Rallye Zypern  | Antonio „Tony“ Fassina      | Roberto „Rudy“ Dal Pozzo      | Opel Ascona 400           |
| 19831 | 11. Rallye Zypern  | Jimmy McRae                 | Ian Grindrod                  | Opel Manta 400            |
| 19841 | 12. Rallye Zypern  | John Buffum                 | Fred Gallagher                | Audi quattro A2           |
| 19851 | 13. Rallye Zypern  | Mauro Pregliasco            | Cianci Daniele                | Lancia Rally 037          |
| 19861 | 14. Rallye Zypern  | Patrick Snijers             | Dany Colebunders              | Lancia Rally 037          |
| 19871 | 15. Rallye Zypern  | David Llewellin             | Phil Short                    | Audi Coupé quattro        |
| 19881 | 16. Rallye Zypern  | Björn Waldegård             | Fred Gallagher                | Toyota Celica GT-Four     |
| 19891 | 17. Rallye Zypern  | Yves Loubet                 | Jean-Marc Andrié              | Lancia Delta Integrale    |
| 19901 | 18. Rallye Zypern  | Dimi Mavropoulos            | Antoniades Nikos              | Audi Coupé quattro        |
| 19911 | 19. Rallye Zypern  | Antonis Jeropoulos          | Michalakis Michael            | Mitsubishi Galant VR-4    |
| 19921 | 20. Rallye Zypern  | Alex Fiorio                 | Vittorio Brambilla            | Lancia Delta HF Integrale |
| 19931 | 21. Rallye Zypern  | Alex Fiorio                 | Vittorio Brambilla            | Lancia Delta HF Integrale |
| 19941 | 22. Rallye Zypern  | Alex Fiorio                 | Vittorio Brambilla            | Lancia Delta HF Integrale |
| 19951 | 23. Rallye Zypern  | Maurice „Bagheera“ Sehnaoui | Naji Stephan                  | Lancia Delta HF Integrale |
| 19961 | 24. Rallye Zypern  | Armin Schwarz               | Denis Giraudet                | Toyota Celica GT-Four     |
| 19971 | 25. Rallye Zypern  | Krzysztof Hołowczyc         | Maciej Wisławski              | Subaru Impreza 555        |
| 19981 | 26. Rallye Zypern  | Andrea Navarra              | Alessandra Materazzetti       | Subaru Impreza WRX        |
| 19991 | 27. Rallye Zypern  | Jean-Pierre Richelmi        | Stéphane Prévot               | Subaru Impreza WRC98      |
| 2000  | 28. Rallye Zypern  | Carlos Sainz                | Luis Moya                     | Ford Focus WRC 00         |
| 2001  | 29. Rallye Zypern  | Colin McRae                 | Nicky Grist                   | Ford Focus RS WRC 01      |
| 2002  | 30. Rallye Zypern  | Marcus Grönholm             | Timo Rautiainen               | Peugeot 206 WRC           |
| 2003  | 31. Rallye Zypern  | Petter Solberg              | Phil Mills                    | Subaru Impreza WRC2003    |
| 2004  | 32. Rallye Zypern  | Sébastien Loeb              | Daniel Elena                  | Citroën Xsara WRC         |
| 2005  | 33. Rallye Zypern  | Sébastien Loeb              | Daniel Elena                  | Citroën Xsara WRC         |
| 2006  | 34. Rallye Zypern  | Sébastien Loeb              | Daniel Elena                  | Citroën Xsara WRC         |
| 20071 | 35. Rallye Zypern  | Charalambos Timotheou       | Pambos Laos                   | Mitsubishi Lancer Evo IX  |
| 20081 | 37. Rallye Zypern  | Nicos Thomas                | Spiros „S. G. Chips“ Georgiou | Mitsubishi Lancer Evo IX  |
| 2009  | 38. Rallye Zypern  | Sébastien Loeb              | Daniel Elena                  | Citroën C4 WRC            |
| 20101 | 39. Rallye Zypern  | Nasser Al-Attiyah           | Giovanni Bernacchini          | Ford Fiesta S2000         |
| 20111 | 40. Rallye Zypern  | Andreas Mikkelsen           | Ola Fløene                    | Škoda Fabia S2000         |
| 20121 | 41. Rallye Zypern  | Nasser Al-Attiyah           | Giovanni Bernacchini          | Ford Fiesta RRC           |
| 20131 | 42. Rallye Zypern  | Nasser Al-Attiyah           | Giovanni Bernacchini          | Ford Fiesta RRC           |
| 20141 | 43. Rallye Zypern  | Yazeed Al-Rajhi             | Michael Orr                   | Ford Fiesta RRC           |
| 20151 | 44. Rallye Zypern  | Nasser Al-Attiyah           | Mathieu Baumel                | Ford Fiesta RRC           |
| 20161 | 45. Rallye Zypern  | Alexei Lukjanjuk            | Alexey Arnautov               | Ford Fiesta R5            |
| 20171 | 46. Rallye Zypern  | Nasser Al-Attiyah           | Mathieu Baumel                | Ford Fiesta R5            |
| 20181 | 47. Rallye Zypern  | Simos Galatariotis          | Antonis Ioannou               | Škoda Fabia R5            |
| 20191 | 48. Rallye Zypern  | Nasser Al-Attiyah           | Mathieu Baumel                | Volkswagen Polo GTI R5    |
| 20201 | 49. Rallye Zypern  | Nasser Al-Attiyah           | Mathieu Baumel                | Volkswagen Polo GTI R5    |

1 kein WM-Status